# Atrichopogon melinois
Atrichopogon melinois är en tvåvingeart som först beskrevs av Speiser 1910.  Atrichopogon melinois ingår i släktet Atrichopogon och familjen svidknott.
Artens utbredningsområde är Tanzania. Inga underarter finns listade i Catalogue of Life.